# 독주곡
독주(Solo)는 이탈리아어에서 ‘단독으로’를 뜻하는 솔로(solo)라 하였을 때는 기악이나 성악에서는 반주 없이, 때로는 반주(伴奏)가 따르기도 하는 독주나 독창 등을 뜻한다. 관현악곡에서는 어떤 특정한 악기를 한 사람이 주체가 되어 연주하였을 때 솔로라 하고, 협주곡에서는 오케스트라의 총주(투티)에 대해 독주 부분을 솔로라 부르고 있다. 그러나 현재 우리 나라에서는 보통 기악에서 혼자 연주하는 것을 독주, 성악에서 혼자 부르는 것을 독창이라 하고, 독주를 위해 작곡된 곡을 독주곡, 독창을 위해 작곡된 곡을 독창곡이라 부르고 있다.